# Iași (län)
Iași är ett län (județ) i nordöstra Rumänien med 939 359 invånare (2018). Det har 2 municipii, 3 städer och 92 kommuner.

## Municipii
- Iași
- Pașcani

## Städer
- Târgu Frumos
- Hârlău
- Podu Iloaiei

## Kommuner
| - Alexandru Ioan Cuza - Andrieşeni - Aroneanu - Bălțați - Bârnova - Belceşti - Bivolari - Bosia - Brăeşti - Balş - Butea - Ceplenița - Ciorteşti - Ciurea - Coarnele Caprei - Comarna - Costeşti - Costuleni - Cotnari | - Cozmeşti - Cristeşti - Cucuteni - Dagâța - Deleni - Dobrovăț - Dolheşti - Drăguşeni - Dumeşti - Erbiceni - Fântânele - Focuri - Golăieşti - Gorban - Grajduri - Gropnița - Grozeşti - Hălăuceşti - Harmaneşti | - Heleşteni - Holboca - Horleşti - Ion Neculce - Ipatele - Lespezi - Lețcani - Lungani - Mădârjac - Mirceşti - Mironeasa - Miroslava - Mirosloveşti - Mogoşeşti-Siret - Mogoşeşti-Iaşi - Moşna - Moțca - Movileni - Oțeleni | - Plugari - Popeşti - Popricani - Prisăcani - Probota - Răchiteni - Răducăneni - Româneşti - Roşcani - Ruginoasa - Scânteia - Scheia - Schitu Duca - Scobinți - Sineşti - Şipote - Sirețel - Stolniceni-Prăjescu - Strunga | - Tansa - Tătăruși - Țibana - Țibănești - Țigănași - Todireşti - Tomeşti - Trifeşti - Țuțora - Valea Lupului - Valea Seacă - Vânători - Victoria - Vlădeni - Voineşti |